# Pla educatiu d'entorn
El Pla educatiu d'entorn (PEE) és una estratègia educativa per millorar les oportunitats d'aprenentatge, especialment en zones amb barreres socials o econòmiques. Amb un enfocament inclusiu, busca implicar tots els agents educatius, promovent la corresponsabilitat i la cooperació entre les administracions i la comunitat. El pla s'orienta a garantir la igualtat d'oportunitats, la cohesió social i l'èxit educatiu de tots els alumnes, amb especial atenció als col·lectius més vulnerables. S'aplica a través de xarxes d'integració social i educativa.

## Objectius
L'educació de ciutadans i ciutadanes hauria de ser:
- Integral: per abastar tots els aspectes de la persona. No solament ha d’instruir i ensinistrar en unes habilitats intel·lectuals determinades sinó que ha de facilitar també competències socials i proporcionar capacitats per adaptar-se i conviure en una societat canviant.
- Contínua: per comprendre tot l'espaitemps vital. El temps de formació ja no es pot entendre avui parcel·lat, unes hores al dia (escola) i una època de la vida (infància i joventut), ha d’abastar tota la vida.
- Arrelada: per tenir uns referents compartits. La incertesa que caracteritza els nostres temps fa que esdevinguin indispensables uns referents identitaris compartits que vinculin les persones a projectes de futur i que donin un sentit al treball i a la convivència.
- Cohesionadora: per promoure la integració social. L’arribada de nous ciutadans i ciutadanes al nostre país planteja nous reptes que requereixen una sèrie d’accions innovadores per promoure la cohesió social mitjançant l'educació intercultural i l’ús normalitzat de la llengua catalana en un marc multilingüe.
- Inclusiva: per incloure a tothom. I per fer-ho possible ha de garantir la igualtat d’oportunitats i evitar qualsevol tipus de marginació i exclusió.
- En xarxa: per ser-ne tots corresponsables. És necessari teixir entre tots una xarxa educativa molt ben cohesionada i això requereix un treball ben articulat, coordinat i coherent de tots els organismes que treballen en l’atenció i l'educació dels membres més joves de la societat catalana.

## Principis
Els principis específics que guien els plans educatius d’entorn són: 
- Corresponsabilització, participació i implicació de tots els agents educatius que actuen en un territori.
- Cogestió, colideratge i cofinançament per part de les administracions implicades. · Voluntat de transformació social.
- Descentralització, proximitat a la realitat i flexibilitat en els plantejaments i estructures per incentivar i promoure iniciatives locals que permetin assolir els objectius adequant-se a les necessitats territorials.
- Innovació educativa per ajustar les respostes als nous reptes educatius.
- Qualitat educativa com a element bàsic per a la igualtat d’oportunitats i èxit per a tothom.
- Confiança, diàleg i consens com a instruments bàsics per al treball i aprenentatge en xarxa.
- Coordinació perquè tots els agents que intervenen s’hi sentin vinculats, identificats i compromesos.
- Millora com a resultat d’una cultura avaluativa constant.

## Objectius

### Missió
- Afavorir l’èxit educatiu per a tot l’alumnat en totes les dimensions: personal, acadèmica, social i laboral.
- Treballar per la convivència i cohesió social.
- Aconseguir una xarxa educativa que doni una resposta global, integral i més eficaç als reptes educatius.

### Objectius generals
1. Contribuir a la millora de les condicions d’escolarització i a l’èxit escolar i educatiu.
2. Potenciar l'educació en valors i el compromís cívic dels alumnes en un marc de convivència.
3. Potenciar la implicació de les famílies en l'educació dels fills i filles i la participació en la vida escolar.
4. Promoure l'educació intercultural i l'ús de la llengua catalana com a element de cohesió social.
5. Potenciar els estils de vida saludable i fomentar la pràctica regular de l’activitat físicoesportiva.

### Objectiu metodològic
- Implementació de projectes d’àmbit comunitari (PdAC), en funció de les necessitats de cada territori.
- Formació de treball i aprenentatge en xarxa interprofessional.
- Impuls d’espais de trobada i reflexió (Grups de treball temàtics).

## Línies d'intervenció
1. Contribuir a la millora de les condicions d’escolarització i a l’èxit escolar i educatiu.
1. Promoció d’una escolarització equilibrada.
2. Prevenció, detecció i intervenció davant l’absentisme i l’abandonament escolar.
3. Creació d’itineraris formatius personalitzats.
4. Orientació d’àmbit comunitari a l’alumnat 0- 20 i les seves famílies.
5. Coordinació entre centres i projecció comunitària de la xarxa de centres.

2. Potenciar l'educació en valors, el compromís cívic dels alumnes en un marc de convivència.
6. Promoció de la participació de l’alumnat en espais de lleure i en el lleure educatiu.
7. Incentivació de l’associacionisme infantil i juvenil i altres formes de participació.
8. Promoció del Servei comunitari.
9. Impuls d’accions orientades a millorar la convivència.

3. Potenciar la implicació de les famílies en l'educació dels fills i la participació en la vida escolar.
10. Promoció de l’acollida a les famílies.
11. Implicació de les famílies en l'educació dels fills.
12. Promoció de la participació de les famílies.
13. Promoció de la formació de les famílies.

4. Promoure l'educació intercultural i l’ús de la llengua com a element de cohesió social.
14. Promoció de l'educació intercultural.
15. Promoció de l’ús social de la llengua catalana.
16. Reconeixement i valoració de la diversitat lingüística i cultural.

5. Potenciar els estils de vida saludable i fomentar la pràctica regular de l’activitat fisicoesportiva.
17. Promoció d’estils de vida saludable des d'una perspectiva comunitària.
18. Promoció de la pràctica regular de l’activitat físicoesportiva des d'una perspectiva comunitària.

## Àmbits d'incidència
La incidència d'un pla educatiu d'entorn ha d'abastar el temps escolar, extraescolar i no escolar dels infants i dels joves, per la qual cosa les actuacions s'han de portar a terme en qualsevol dels espais educatius on es desenvolupa la vida quotidiana de l'alumnat:
- Àmbit familiar, per fomentar la implicació de les famílies.
- Àmbit de l'educació formal per promoure la creació d'una veritable comunitat educativa.
- Àmbit de l'educació no formal, per promoure l'educació més enllà de l'escola.
- Àmbit de l'educació informal per promoure la corresponsabilització educativa de tots els agents que actuen en el territori.

## Objectius i línies d'intervenció
Un dels objectius dels plans educatius d'entorn és "Millorar la presència i l'ús social de la llengua catalana com a llengua compartida i de cohesió, en un marc de respecte i valoració de la diversitat lingüística".
En un entorn cada vegada més plurilingüe, la llengua pròpia del país té un paper fonamental en la cohesió social. El coneixement de la llengua catalana, com a llengua comuna, permet establir relacions personals i integrar-se a la societat,alhora que ofereix igualtat d’oportunitats.
Per consolidar l’aprenentatge d’una llengua cal practicar-la encontextos d’ús significatiu, funcionals i, especialment, en entorns directament vinculats a les pròpies experiències emocionals i lúdiques. En aquest sentit, cal sensibilitzar els claustres de professors sobre el foment d’accions formatives que
possibilitin contextos d’ús. Així mateix, cal vetllar perquè en els contextos d’ús informal del català al centre (passadissos, patis, menjador, sortides, etc.) la comunitat educativa (professorat, monitors, voluntaris, mares, pares, etc.) faci servir realment la llengua catalana. És en aquests espais on l’ús serà més significatiu perquè la pràctica de la llengua quedarà vinculada a experiències emocionals i voluntàries, el benefici serà major que no pas limitar la pràcticareglada de la llengua catalana en el context acadèmic de l’aula.
En aquest sentit cal:
- Col·laborador amb la Direcció General de Política Lingüística en campanyes, concursos… que incentivin l’ús de la llengua catalana. És important donar a conèixer les propostes (campanyes, concursos,jornades, premis…) de la Direcció General de Política Lingüística i altres entitats, als claustres i a la comunitat educativa per afavorir-ne la seva implicació.
- - Promoure d’accions que incentivin l’ús de la llengua catalana en els espais informals del centre i el seu entorn. Si entenem l’oferta d’ús lingüístic com el conjunt de possibilitats d’usar una llengua que la societat ofereix a l’individu, entendrem que l’actuació o ús lingüístic de l’individu, que és l’ús real de la llengua, vindrà determinat per l’oferta d’ús lingüístic.
Sense oferta no hi ha ús, a major oferta major ús lingüístic. Sense competència lingüística no hi ha ús, però alhora, sense ús no hi ha competència. Així com l’oferta afecta l’ús, també influencia la competència lingüística del parlant. Per tant, l’oferta genera ús i competència. I tots tres elements es retroalimenten.
L'escola, oberta a l'entorn, ha de posar tot l'enginy en el desplegament de diferents estratègies pedagògiques per a la pràctica real de la llengua catalana.
Cal considerar factors com: 
- Els vincles afectius.
- La valoració de totes les llengües.
- La complicitat de les famílies.
Les actuacions han d'anar encaminades a: 
- Establir espais d’intercanvi i comunicació per a la pràctica dels usos
lingüístics en contextos reals.
- Projectar i compartir l’ús de la llengua dins i fora de l'espai escolar.
- Assegurar que totes les activitats administratives i les comunicacions entre el centre i l'entorn siguin en llengua catalana.
- Vetllar perquè la comunicació entre els responsables de les activitats en temps no formal o informal i els alumnes sigui sempre en català.
- Fomentar l’ús del català als patis i als espais informals del centre mitjançant activitats programades.
- Garantir la coordinació entre el centre educatiu i els responsables de les activitats formals o informals 
- Establir, si cal, tant els centres educatius com les entitats, mecanismes oportuns per facilitar la formació de llengua catalana als responsables
de les activitats extraescolars.
El desconeixement del català per part d’algunes famílies no ha de suposar que quedin excloses de les activitats del centre, però tampoc no ha de comportar una renúncia a l’ús de la llengua que és una oportunitat per a la integració i l’aproximació als centres de les famílies i per a la normalització i extensió del seu ús.
En aquest sentit cal:
- Organitzar i difondre activitats de foment de l’ús de la llengua catalana (teatre, esport, tallers, sortides culturals…). Per coherència, és obvi que cal que tots els professionals del centre s’adrecin habitualment en català a les famílies de tots els alumnes i s’estableixin mecanismes de seguiment per al compliment de l’acord. És important que s’organitzin i, sobretot, es difonguin activitats lúdiques i culturals que fomentin l’ús de la llengua catalana a l’hora que es promou la diversitat cultural del centre. Aquestes activitats afavoreixen el coneixement mutu i l’ús de la llengua catalana com a element comú i de relació social entre famílies d’orígens diversos i de llengües i cultures diferents, alhora que facilita el coneixement del centre i la participació en les activitats que s’hi fan.
- Coordinar-se amb les entitats de l'entorn vinculades al foment de la llengua catalana (CNL, biblioteques, ÒMNIUM…).
- Coordinar-se amb el Consorci de Normalització Lingüística a fi de facilitar cursos de català per a alumnes majors de 16 anys.
- Promoure cursos de català per a les famílies dels centres en col·laboració amb el Consorci de Normalització Lingüística i altres entitats de la zona. En el cas de les famílies immigrades, el coneixement de la llengua catalana és indispensable perquè es puguin implicar en el procés escolar dels seus fills i participar en la vida del centre i de l'entorn escolar.

## Àmbit territorial
L’àmbit territorial d’un pla educatiu d’entorn és la zona d’escolarització. De tota manera, per assegurar la continuïtat i coherència educativa de 0 a 20 anys, cal que les dimensions mínimes d’un pla educatiu d’entorn siguin, almenys, d’una línia d’escolarització: un centre d’educació infantil i primària i un centre d’educació secundària.
Cal tenir en compte, també, que la implementació de Plans educatius d’entorn en contextos de dimensions excessivament grans dificulta el desenvolupament, la implicació i el compromís dels agents educatius que hi participen i suposa, a més, un afegit de complexitat en la gestió.

Actualment, a Catalunya hi ha els plans educatius d'entorn següents:
```
<
iframe
 
src
=
"https://www.google.cat/maps/d/embed?mid=1dqiL3Ln-PDdrmdsmrGoh573oBSy8gFxn"
 
width
=
"640"
 
height
=
"480"
></
iframe
>

```